# ماریو هرناندز (بازیکن فوتبال، زاده ۱۹۹۹)
ماریو هرناندز (انگلیسی: Mario Hernández؛ زادهٔ ۲۵ ژانویهٔ ۱۹۹۹) بازیکن فوتبال است.